# Ralph the Timid
Ralph the Timid oder Raoul de Mantes (* um 1025/30; † 21. Dezember 1057) war ab 1052 Earl of Hereford als Nachfolger des verbannten Sweyn Godwinson. Er war der jüngste Sohn von Graf Drogo von Amiens, Mantes, Pontoise und Vexin und der Goda, der Tochter des Königs Æthelred. Somit war er der Neffe des Königs Eduard der Bekenner, der ihm die Grafschaft Herefordshire anvertraute.
Raoul umgab sich mit normannischen Gefolgsleuten, die sofort damit begannen, Burgen zu bauen, was es bislang in der englischen Landschaft nicht gab. Als Godwin von Wessex 1052 aus dem Exil zurückkehrte, konnte ein Krieg zwischen den Normannen und Angelsachsen zwar noch verhindert werden, doch mussten viele von Raouls Gefolgsleuten das Land verlassen. König Eduard griff zugunsten Raouls ein, und Godwin schloss Frieden und starb kurze Zeit später.
Im Jahr 1055 griffen Gruffydd ap Llywelyn, König von Gwynedd, und der verbannte Earl Ælfgar Raouls Grafschaft an, und es gelang ihnen, Raoul und seine Männer bei einem Ausfall aus Hereford Castle am 24. Oktober 1055 entscheidend zu schlagen. Gruffydd eroberte Hereford und zerstörte die erst vor kurzem errichtete Burg. Raoul fiel in Ungnade und starb zwei Jahre später. Herefordshire wurde Harold Godwinsons Earldom of Wessex zugeschlagen.
Den Beinamen the Timid, der Furchtsame, erhielt er nicht wegen Feigheit, sondern weil er bei seinen Kämpfen auf schwer bewaffnete Kavallerie setzte, anstatt der traditionellen angelsächsischen Kampfesweise zu vertrauen.
Mit seiner Gattin namens Gytha († nach 1066) hatte er einen Sohn, Harold de Ewyas († nach 1120), Herr von Ewyas Harold Castle in Herefordshire.